# Outback Bowl 2019
Match précédent Match suivant
L'Outback Bowl 2019 est un match de football américain de niveau universitaire joué après la saison régulière de 2018, le 1er janvier 2019 au Raymond James Stadium de Tampa dans l'État de Floride aux États-Unis.
Il s'agit de la 33e édition de l'Outback Bowl.
Le match met en présence l'équipe des Bulldogs de Mississippi State issue de la Southeastern Conference et l'équipe des Hawkeyes de l'Iowa issue de la Big Ten Conference.
Il débute à midi, heure locale et est retransmis à la télévision par ESPN.
Sponsorisé par la société Outback Steakhouse, le match est officiellement dénommé le Outback Bowl 2019.
Iowa remporte le match sur le score de 27 à 22.

## Présentation du match
| Équipes | Conférences | Entraîneurs       | Stats. saison rég. | Classements avant le bowl CFP-AP-Coaches |
| --- | ----------- | ----------------- | ------------------ | ---------------------------------------- |
| Bulldogs de Mississippi State                                                                               | SEC         | Joe Moorhead (en) | 8 - 4              | #18 / #18 / #18                          |
| Hawkeyes de l'Iowa                                                                                          | B10         | Kirk Ferentz (en) | 8 - 4              | NC                                       |
| Arbitre : Chris Coyte (Pac-12) Équipe donnée favorite par les bookmakers : Mississippi State par 6½ points. |             |                   |                    |                                          |

Il s'agit de la première rencontre entre ces deux équipes.

### Bulldogs de Mississippi State
Avec un bilan global en saison régulière de 8 victoires et 4 défaites (5-4 en matchs de conférence), Mississippi State est éligible et accepte l'invitation pour participer à l'Outback Bowl de 2019.
Ils terminent 4e de la West Division de la Southeastern Conference derrière #2 Alabama, #16 Texas A&M et #6 LSU.
À l'issue de la saison 2018 (bowl non compris), ils seront classés # 18 aux classements CFP, AP et Coaches.
Il s'agit de leur 6e participation à l'Outback Bowl.

### Hawkeyes de l'Iowa
Avec un bilan global en saison régulière de 8 victoires et 4 défaites (5-4 en matchs de conférence), Iowa est éligible et accepte l'invitation pour participer à l'Outback Bowl de 2019.
Ils terminent 4e de la West Division de la Big Ten Conference derrière #21 Northwestern, Wisconsin et Purdue.
À l'issue de la saison 2018, ils n'apparaissent pas dans les classements CFP, AP et Coaches.
Il s'agit de leur première apparition à l'Outback Bowl.

## Résumé du match
Résumé et photo sur la page du site francophone The Blue Pennant.
Début du match à 12 h 00, fin à 15 h 25 pour une durée totale de jeu de 3 h 25 min.
| QT            | Temps         | Drive         | Drive         | Drive         | Équipe        | Description de l'action | Score | Score |
| ------------- | ------------- | ------------- | ------------- | ------------- | ------------- | --- | ----- | ----- |
| QT            | Temps         | Jeux          | Yards         | TDP           | Équipe        | Description de l'action | MSST  | IOWA  |
| 1             | 06:37         | 10            | 39            | 04:50         | MSST          | FG de 44 yards par kicker Jace Christmann | 3     | 0     |
| 1             | 00:45         | 9             | 23            | 03:54         | MSST          | FG de 42 yards par kicker Jace Christmann | 6     | 0     |
| 2             | 10:02         | 10            | 49            | 05:43         | IOWA          | FG de 44 yards par kicker Miguel Recinos | 6     | 3     |
| 2             | 07:55         | 1             | 75            | 00:11         | IOWA          | TD de 75 yards par WR Nick Easley à la suite d'une réception de passe de QB Nate Stanley + 1 point de conversion par kicker Miguel Recinos          | 6     | 10    |
| 2             | 06:18         | 2             | 13            | 00:42         | IOWA          | TD de 15 yards par WR Ihmir Smith-Marsette à la suite d'une réception de passe de QB Nate Stanley + 1 point de conversion par kicker Miguel Recinos | 6     | 17    |
| 3             | 11:26         | 3             | 6             | 01:12         | MSST          | TD de 1 yard par RB Kylin Hill à la suite d'une réception de passe de QB Nick Fitzgerald mais la tentative de conversion à 2 points échoue          | 12    | 17    |
| 3             | 11:08         | 1             | 33            | 00:12         | MSST          | TD à la suite d'une course de 33 yards par QB Nick Fitzgerald + 1 point de conversion par kicker Jace Christmann                                    | 19    | 17    |
| 3             | 01:55         | 6             | 32            | 02:44         | IOWA          | TD de 8 yards par WR Nick Easley à la suite d'une réception de passe de QB Nate Stanley + 1 point de conversion par kicker Miguel Recinos           | 19    | 24    |
| 4             | 12:04         | 5             | 49            | 02:40         | MSST          | FG de 20 yards par kicker Jace Christmann | 22    | 24    |
| 4             | 05:51         | 6             | 50            | 02:51         | IOWA          | FG de 40 yards par kicker Miguel Recinos | 22    | 27    |
| Score final : | Score final : | Score final : | Score final : | Score final : | Score final : | Score final : | 22    | 27    |

## Statistiques
| Nom         | Équipe             | Poste |
| ----------- | ------------------ | ----- |
| Nick Easley | Hawkeyes de l'Iowa | WR    |

| Statistiques                           | Bulldogs de Mississippi State                      | Hawkeyes de l'Iowa                                  |
| -------------------------------------- | -------------------------------------------------- | --------------------------------------------------- |
| 1er down                               | 15                                                 | 11                                                  |
| 1er down à la course                   | 11                                                 | 1                                                   |
| 1er down à la passe                    | 4                                                  | 7                                                   |
| 1er down suite pénalité                | 0                                                  | 3                                                   |
| Conversion de 3e down                  | 5/17                                               | 1/11                                                |
| Conversion de 4e down                  | 1/2                                                | 1/1                                                 |
| Jeux–yards                             | 74 jeux pour 342 yards                             | 51 jeux pour 199 yards                              |
| Yards à la course                      | 42 courses pour 190 yards (moy.= 4.5 yards/course) | 20 courses pour -15 yards (moy.= -0.8 yards/course) |
| Yards à la passe                       | 152                                                | 214                                                 |
| Passes : Réussies-Tentées-Interceptées | 14/32 passes complétées, 2 interceptions           | 21/31 passes complétées, 1 interception             |
| Réussite en zone rouge/chances         | 2/3                                                | 2/2                                                 |
| TD                                     | 2                                                  | 3                                                   |
| Field Goals                            | 3/3                                                | 2/2                                                 |
| Sacks (Nombre-Yards)                   | 3 pour 21 yards adverses perdus                    | 1 pour 7 yards adverses perdus                      |
| Fumbles (Nombre/Perdus)                | 1/1                                                | 1/1                                                 |
| Pénalités (Nombre/Yards perdus)        | 8 pour 90 yards perdus                             | 0                                                   |
| Temps de possession                    | 33:34                                              | 36:36                                               |

| Bulldogs de Mississippi State |                      |                                                                          |
| Quarterback                   | Nick Fitzgerald (en) | 14/32 passes complétées, 152 yards, 2 interceptions, 1 TD, 1 sack subi   |
| Meilleur coureurs             | Nick Fitzgerald      | 20 courses pour 103 yards nets gagnés, 1 TD, moyenne de 5 yards/course   |
| Meilleur receveur             | Stephen Guidry       | 1 réception pour 51 yards gagnés, 0 TD                                   |
| Meilleur tackler              | Johnathan Abram      | 6 tacles dont 4 en solo, 1½ TFL (8 yards), ½ sack (3 yards)              |
| Hawkeyes de l'Iowa            |                      |                                                                          |
| Quarterback                   | Nate Stanley (en)    | 21/31 passes complétées, 214 yards, 1 interception, 3 TDs, 3 sacks subis |
| Meilleur coureur              | Toren Young          | 3 courses pour 7 yards nets gagnés, 0 TD, moyenne de 2 yards/course      |
| Meilleur receveur             | Nick Easley          | 8 réceptions pour 104 yards gagnés, 2 TDs                                |
| Meilleur tackler              | Hankins, Matt        | 9 tacles dont 7 en solo                                                  |